# جاده ئی۵۶ اروپا
جاده ئی۵۶ اروپا (به انگلیسی: European route E56) یکی از جاده‌های اصلی قاره اروپا است.
این جاده که از شهر نورنبرگ (آلمان) شروع شده، در شهر ساتلدت (اتریش) به پایان میرسد و مسافت آن ۳۳۰ کیلومتر است.